# Призрен
При́зрен (серб. Призрен, алб. Prizren / Prizreni) — город на Балканском полуострове в Южной Метохии. С 2008 года город является частью Республики Косово. Расположен у подножия гор Шар-Планина. Население города — более 85 тыс. Примерно 81 % населения это албанцы, также в городе проживают боснийцы, цыгане, турки и сербы. Призрен — второй по численности населения город Косова и Метохии после Приштины.

## Административная принадлежность
| Сербская позиция                                                               | Албанская позиция                                              |
| ------------------------------------------------------------------------------ | -------------------------------------------------------------- |
| входит в Призренский округ автономного края Косово и Метохия, в общину Призрен | входит в Призренский округ Республики Косово, в общину Призрен |

## История

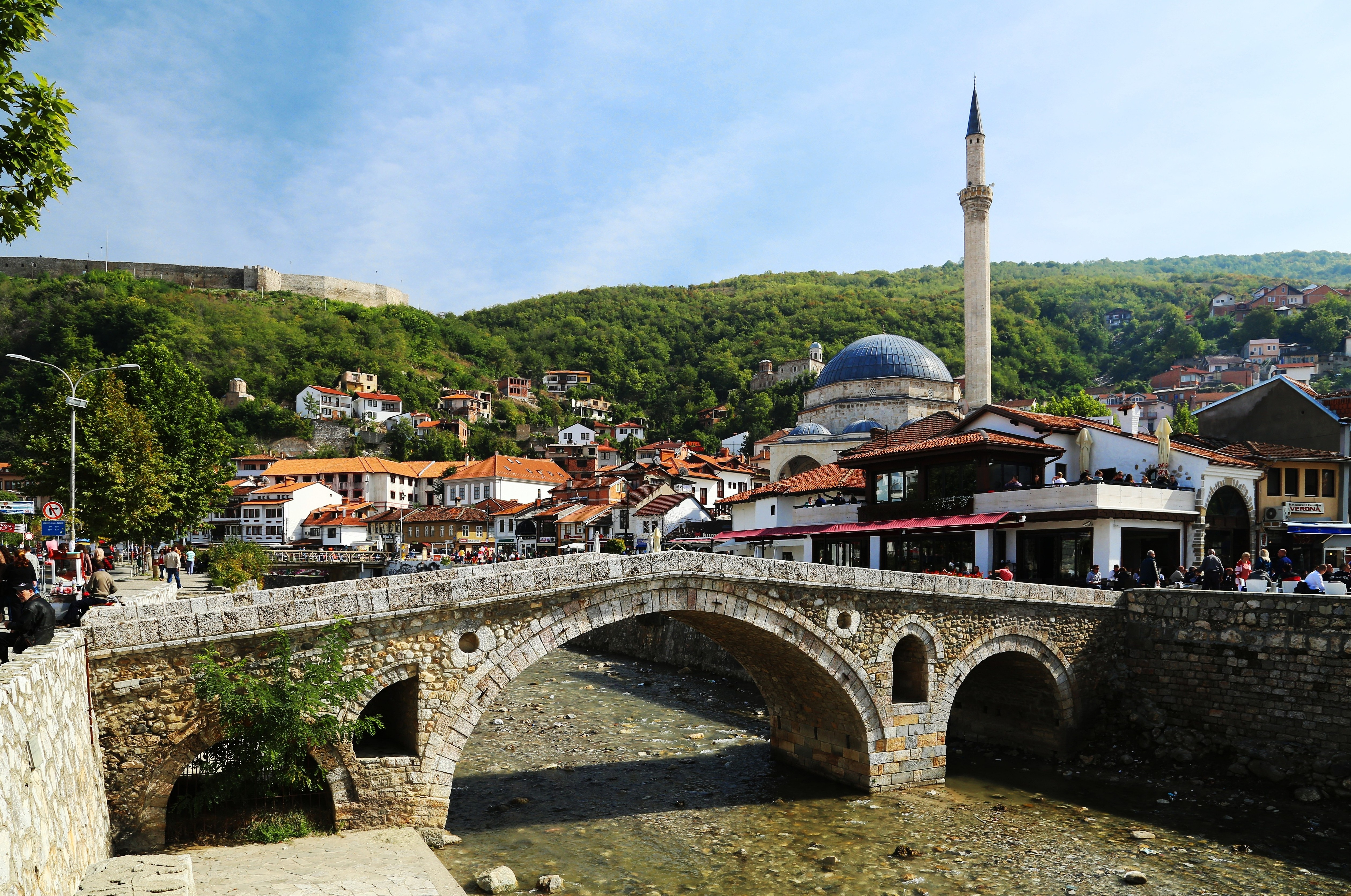
Вид на Каменный мост и мечеть Синан-Паши

В XIV веке Призрен был захвачен османами под предводительством Эвреноса, сразу после чего был создан Призренский санджак в составе Османской империи. До захвата турками-османами город входил в состав сербского и болгарского государств. В 1878 году в городе была создана первая албанская национальная организация — Призренская лига, фактически управлявшая территорией Косова и Метохии до 1881 года. В 1912 году после Первой Балканской войны город вместе со всем Косовом и Метохией был включён в состав Сербии. Во время Первой мировой войны город был аннексирован Болгарией и стал центром Призренского округа.
В 1918 году Призрен был освобождён сербской армией и возвращён в состав Сербии. В 1962 году в городе открылся университет.
В 1999 году произошёл массовый отток сербского населения из города. В 2004 году Призрен был охвачен антисербскими погромами. В настоящее время обстановка в Призрене обнаруживает признаки нормализации.

## Культовые сооружения

### Христианские
- Церковь Святого Спаса в Призрене
- Монастырь Святых Архангелов

### Исламские
- Мечеть Синана-паши
- Мечеть Мудериса Али-эфенди
- Текке Хальвети